# En Comú Podem-Podem en Comú
|  | No s'ha de confondre amb En Comú Podem-Guanyem el Canvi. |

En Comú Podem - Podem en Comú (ECP) és una coalició formada per Catalunya en Comú, En Comú Podem i Podem que va néixer en desembre de 2020 amb l'objectiu de presentar-se a les eleccions al Parlament de Catalunya de 2021 en les quatre circumscripcions electorals de Catalunya. La seva cap de llista per Barcelona va ser Jéssica Albiach mentre que a Tarragona ho fou Jordi Jordan, a Lleida Jaume Moya i a Girona Rosa Lluch.